# Hawaii Tribune-Herald
Le Hawaii Tribune-Herald est un journal de Hilo, à Hawaï aux États-Unis.
Ce quotidien en langue anglaise fut fondé en 1895. D'abord appelé Hilo Tribune, il est renommé Hilo Daily Tribune en 1917. Il incorpore le Daily Post-Herald et le Hawaii Herald pour devenir en 1923 le Hilo Tribune-Herald. Il garde ce nom jusqu'en mars 1964, où il prend son nom actuel : Hawaii Tribune-Herald.
En 2015, il imprime 18 000 exemplaires le dimanche et 16 000 du lundi au vendredi. Oahu Publications Inc. se porte acquéreur du Hawaii Tribune-Herald le 1er octobre 2014.